# Cellule de Reed-Sternberg
Les cellules de Reed-Sternberg sont de grandes cellules (environ 50 μm) malignes caractéristiques des lymphomes de Hodgkin et infiltrant les ganglions.
Ces cellules sont caractérisées par un noyau volumineux bi- ou polylobé, la présence d’un nucléole, souvent unique, mais volumineux, d’une basophilie soutenue.
Plus la maladie est avancée et plus ces cellules sont retrouvées en nombre important.
Elles ont été décrites pour la première fois en 1898 par Carl Sternberg puis par Dorothy Reed (1874-1964) en 1902, d’où leur nom de cellules de Sternberg ou de Reed-Sternberg.
Il existe une variante de la cellule de Reed-Sternberg : la cellule de Hodgkin. La cellule de Hodgkin est de grande taille à noyau unique non segmenté.